# Lasionycta calberlai
Lasionycta calberlai là một loài bướm đêm thuộc họ Noctuidae. Nó được tìm thấy ở Pháp, Thụy Sĩ và Ý.
Sải cánh dài 21–25 mm.
Ấu trùng ăn Clematis vitalba.